# Ivar Otruba

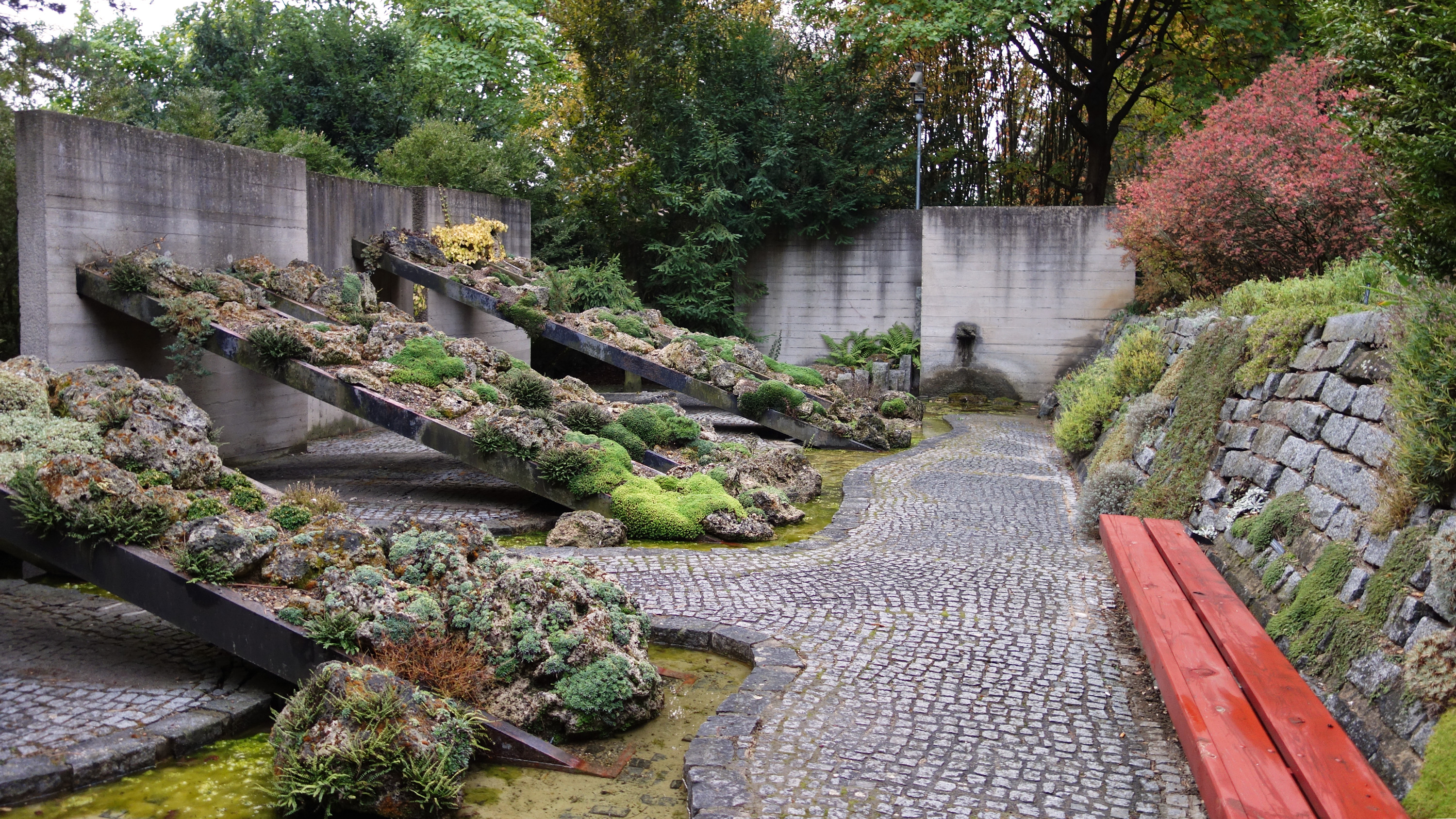
Botanická zahrada a arboretum Mendelovy univerzity v Brně

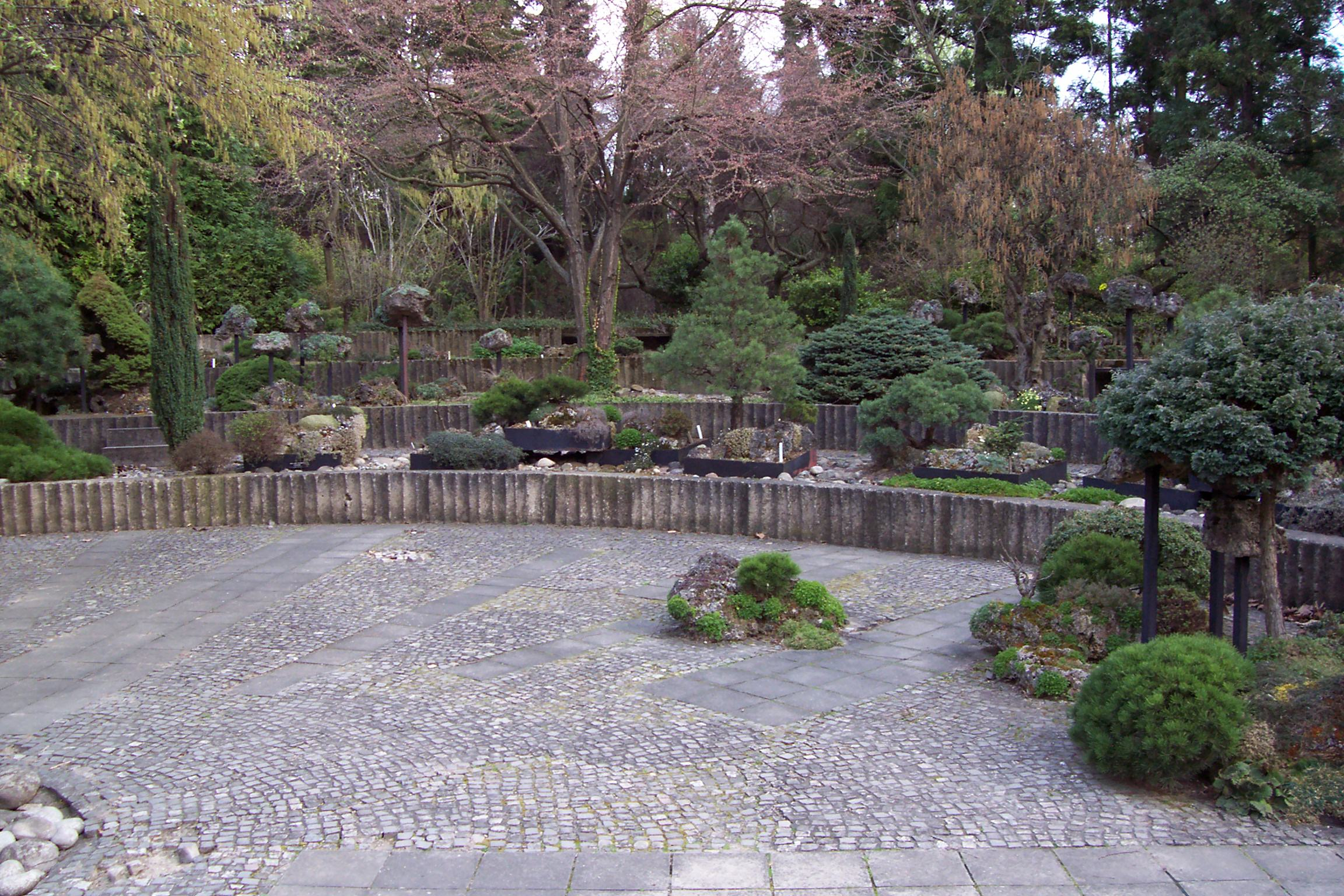
Botanická zahrada a arboretum Mendelovy univerzity v Brně

Ivar Otruba (18. srpna 1933 Kyjov – 31. srpna 2022 Brno) byl český krajinářský architekt 20. a začátku 21. století, profesor krajinářské architektury. Byl autorem návrhů krajinářských staveb v ČR i v zahraničí a autorem odborné literatury a učebnic pro výuku zahradní a krajinářské architektury. Byl autorem architektonické úpravy Botanické zahrady a arboreta Mendelovy univerzity a úprav Botanické zahrady Přírodovědecké fakulty MU v Brně. Dlouhodobě působil na Mendelově univerzitě (dříve MZLU Brno) v Lednici a v Brně jako pedagog. Žil v Brně, v městské části Soběšice.
V roce 1999 obdržel ocenění Cena města Brna za architekturu a urbanismus a roku 2019 byl oceněn Poctou České komory architektů, udělovanou osobnostem, které se významně zapsaly do moderní historie české architektury. V roce 2023 mu byla in memoriam udělena cena Evropské rady škol krajinářské architektury (ECLAS) za celoživotní dílo.

## Životopis
Narodil se 18. srpna 1933 v Kyjově. V Brně absolvoval Vysokou školu zemědělskou, zahradnický obor (se zaměřením na projektování krajinářských staveb). Praktické zkušenosti v oboru získával na státním statku v Želešicích od roku 1958. V roce 1965 nastoupil jako odborný asistent na VŠZ v Lednici, kde působil do roku 1970. Po vynucené přestávce v pedagogické práci, kdy byl přeložen na pozici odborného pracovníka Botanické zahrady a arboreta, se po roce 1989 vrátil na MZLU (dnes Mendelovu univerzitu v Brně). Zde nově koncipoval výuku budoucích krajinářských architektů. Získal titul docent a roku 1995 profesor v oboru krajinářská architektura. Ivar Otruba byl aktivní i v oborových organizacích. Patřil k zakládajícím členům České komory architektů a Společnosti pro zahradní a krajinářskou tvorbu. Zemřel 31. srpna 2022 v Brně.

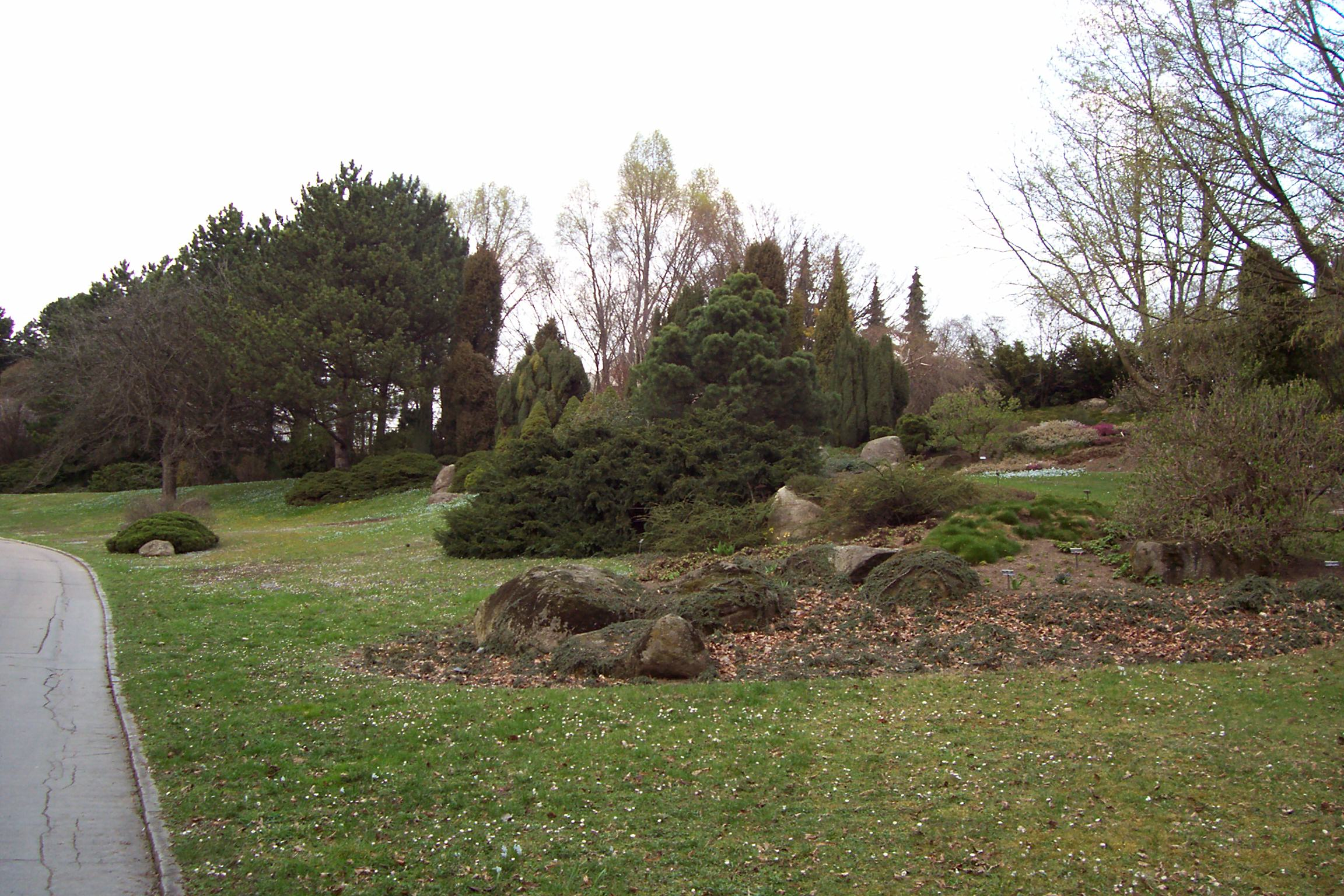
Botanická zahrada a arboretum Mendelovy univerzity v Brně

## Dílo

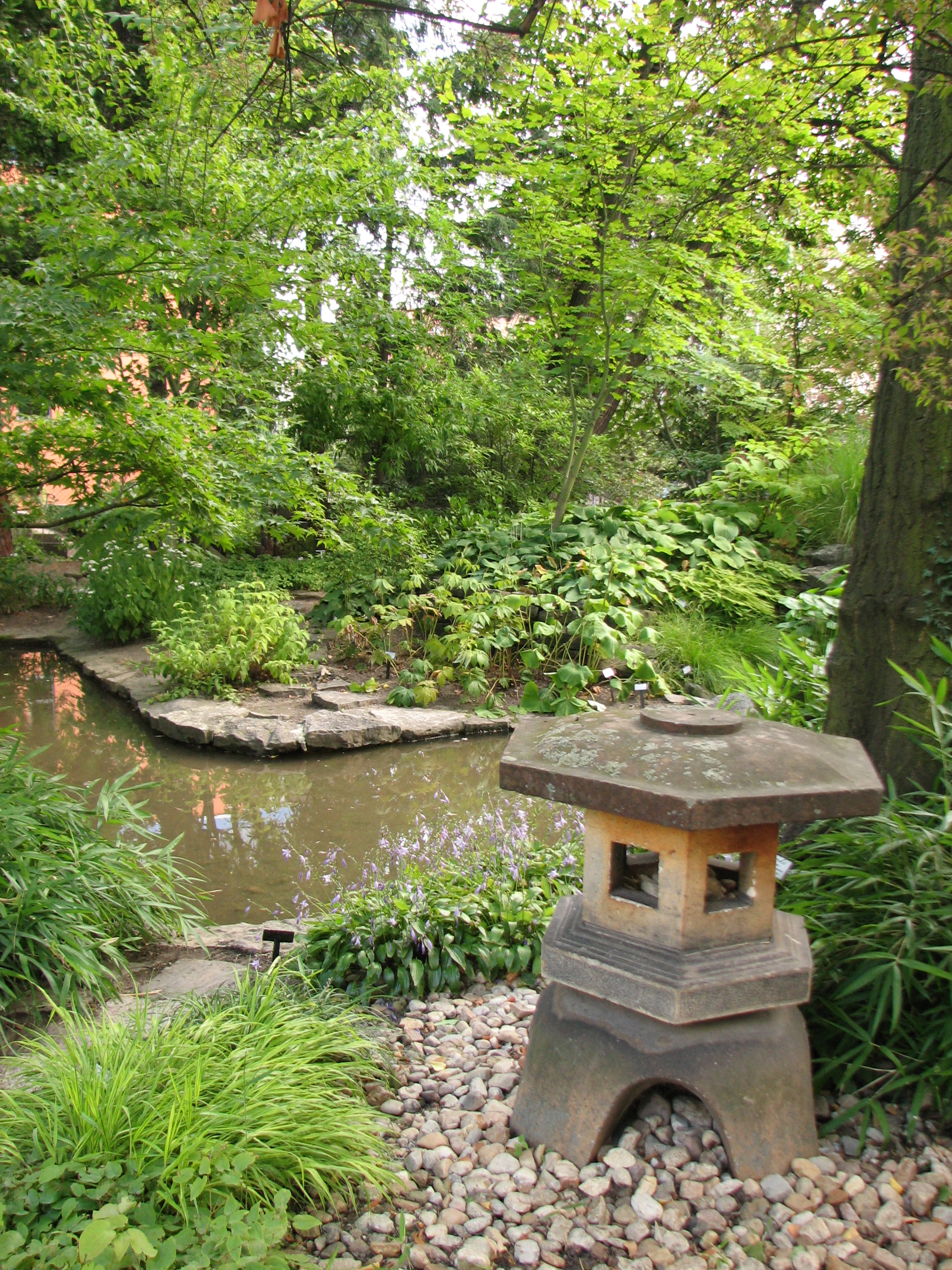
Botanická zahrada PřF Masarykovy univerzity, Brno

Za nejdůležitější část jeho díla je považována jeho praktická tvorba, která dosahuje až stovky prací. Byl autorem návrhů mnoha krajinářských staveb v České republice i v zahraničí – navrhoval a realizoval městské parky, lázeňská centra, obnovy historických zahrad a parků, botanické zahrady a arboreta, hřbitovy i rodinné zahrady. Zabýval se také zahradnickým výstavnictvím. Ivar Otruba byl jedním z architektů, kteří své návrhy sami také pomáhali skutečně technicky realizovat, především při svém působení v Botanické zahradě a arboretu Mendelovy univerzity. Brněnská botanická zahrada a arboretum je unikátní imaginativním architektonickým pojetím a patří k nejvýznamnějším dílům evropské krajinářské architektury 2. poloviny 20. století. Použité stavební prvky vytváří přirozené stanovištní podmínky pro pěstování rostlin, ale přírodu nekopírují. Zajímavé jsou i ukázky použití hornin a stavebního materiálu a využití mnoha kultivarů okrasných rostlin.
Jeho knihy z první dekády 21. století (např. Krásy anglických zahrad) provázející klasikou evropské krajinářské architektury. Své písemné práce a příspěvky v časopisech obohacuje o úvahy nad smyslem krajinářské architektury a přínosem pro uživatele i o praktické životní zkušenosti, čímž přesahuje pouhou řemeslnou stránku věci.

### Realizované projekty (výběr)
- pásmo hygienické ochrany a areál Nové huti KG v Ostravě
- úprava zelených ploch v sídlištích v Karviné
- zámecký park Boženy Němcové v Karviné
- krajinářské ztvárnění brněnských sídlišť Juliánov (1965) a Řečkovice (1982)
- Botanická zahrada a arboretum Mendelovy univerzity, Brno (1967–68)
- úprava Botanické zahrady Přírodovědecké fakulty MU, Brno
- botanická zahrada ve Štramberku (1995)
- lázeňský areál Karlova Studánka (1962–1983)
- lázeňský areál Bardejovské Kúpele (1985)
- městský park v Chomutově (1976–1982)
- návrh úpravy Zoologické zahrady Brno
- některé památníky Lesnického Slavína Mendelovy univerzity
- Tyršův sad v Brně (dokončeno 2000)[11]
- rekonstrukce parku Lužánky v Brně (1991–2012)
- obnova zámeckých parků ve Veselí nad Moravou (1994), Strážnici (1998–2002) a v Mikulově (1999–2015)
- výstavní expozice Flory Olomouc (1965–2003)

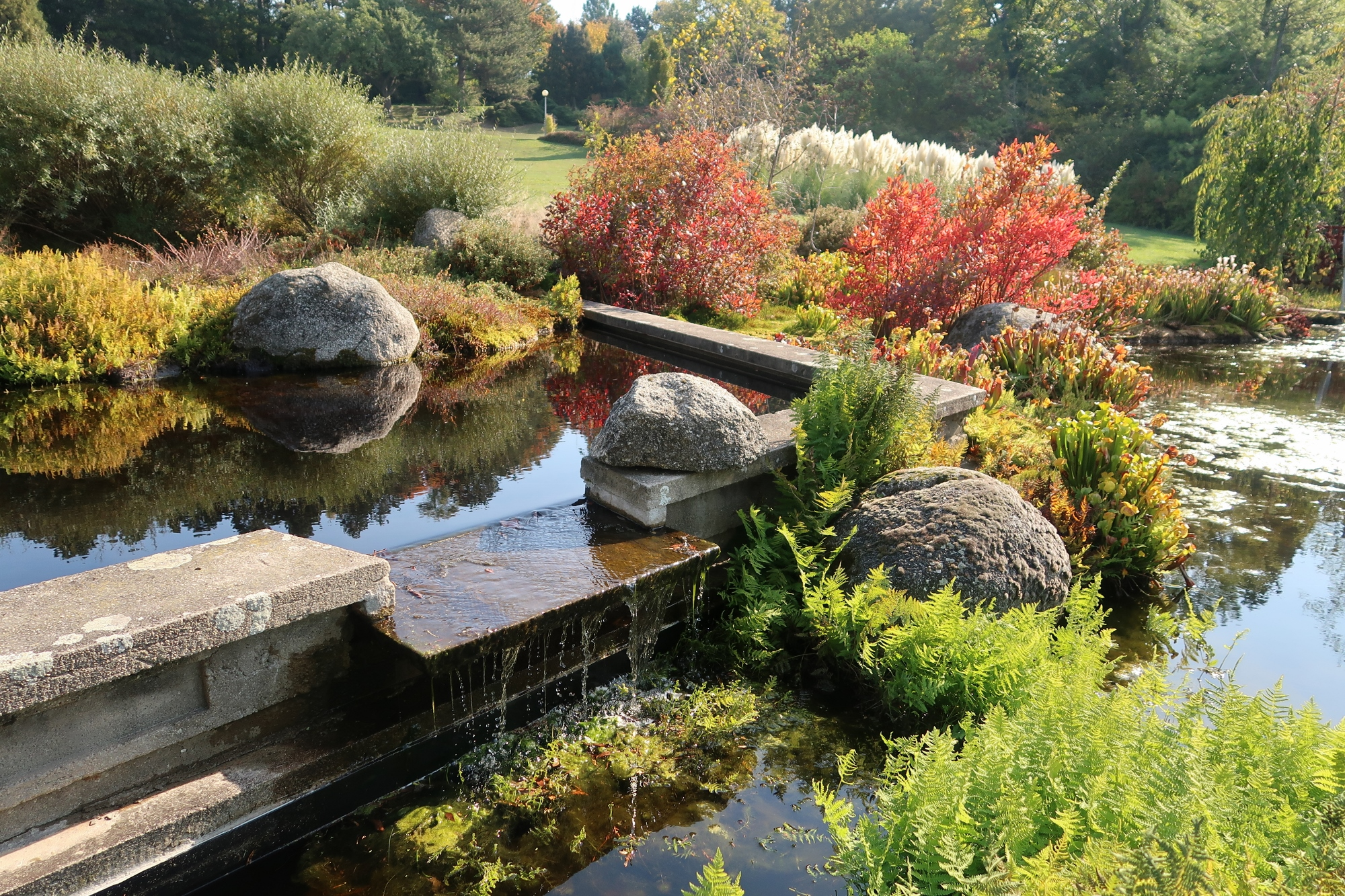
Botanická zahrada a arboretum Mendelovy univerzity v Brně
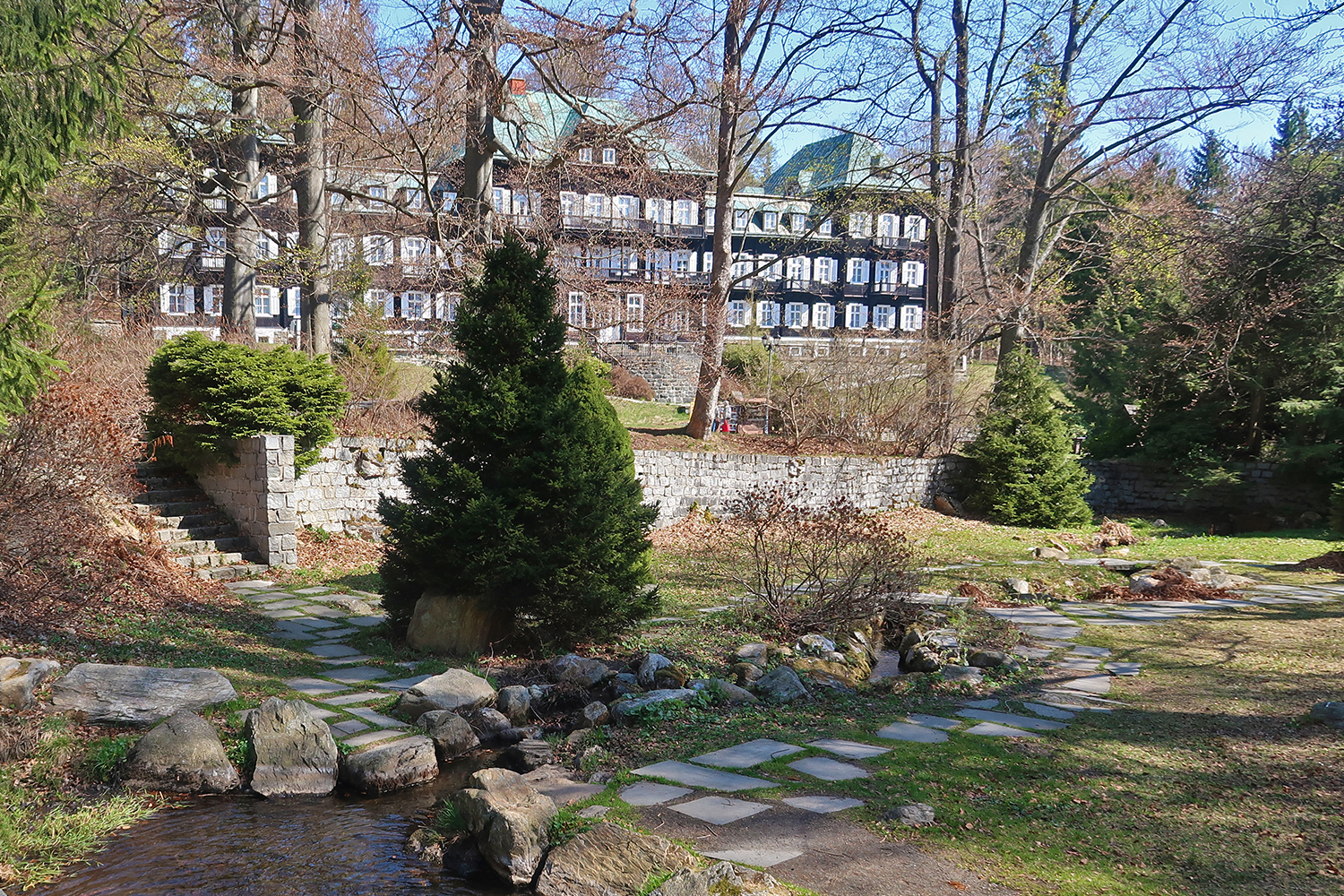
Lázně Karlova Studánka
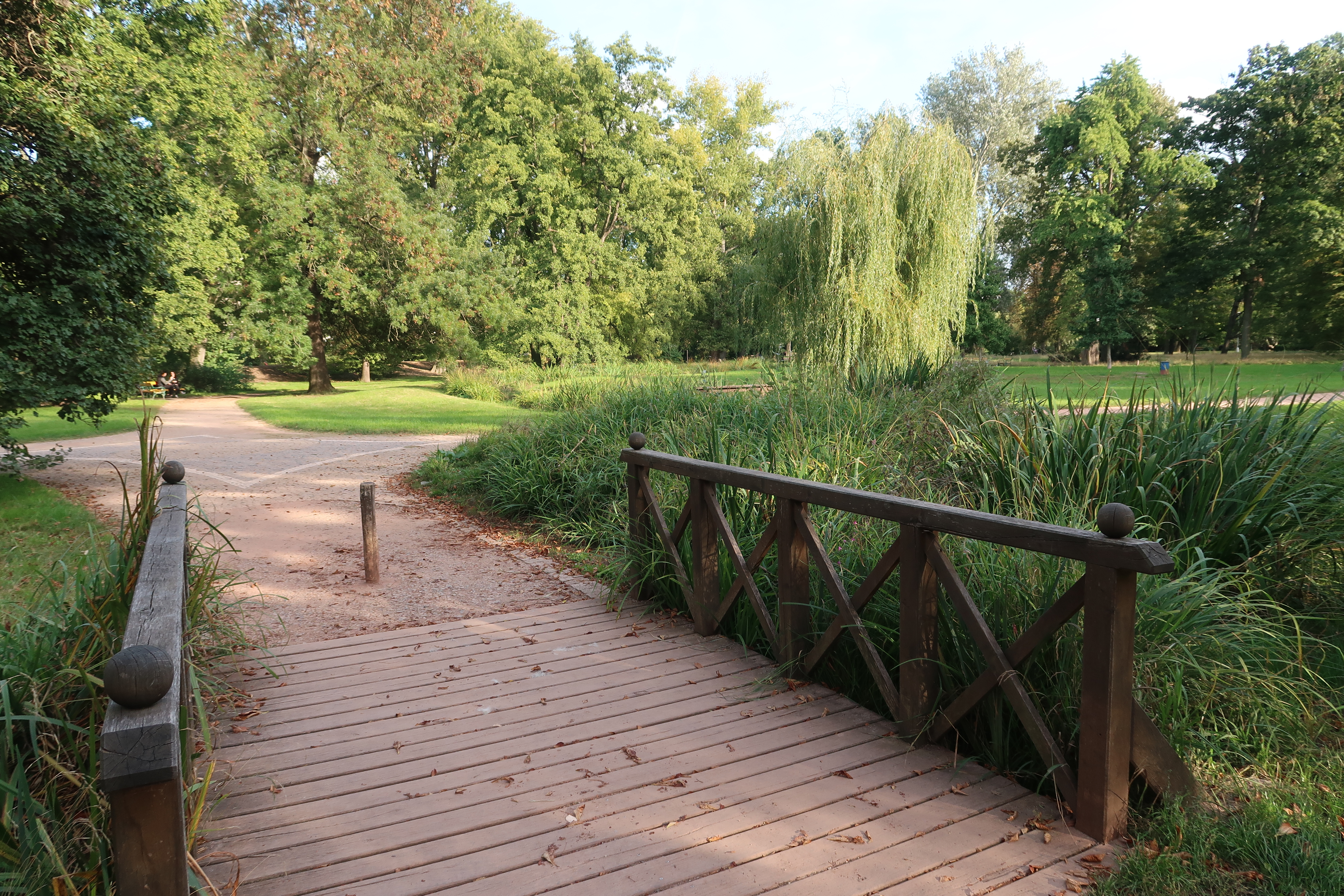
Park Lužánky v Brně
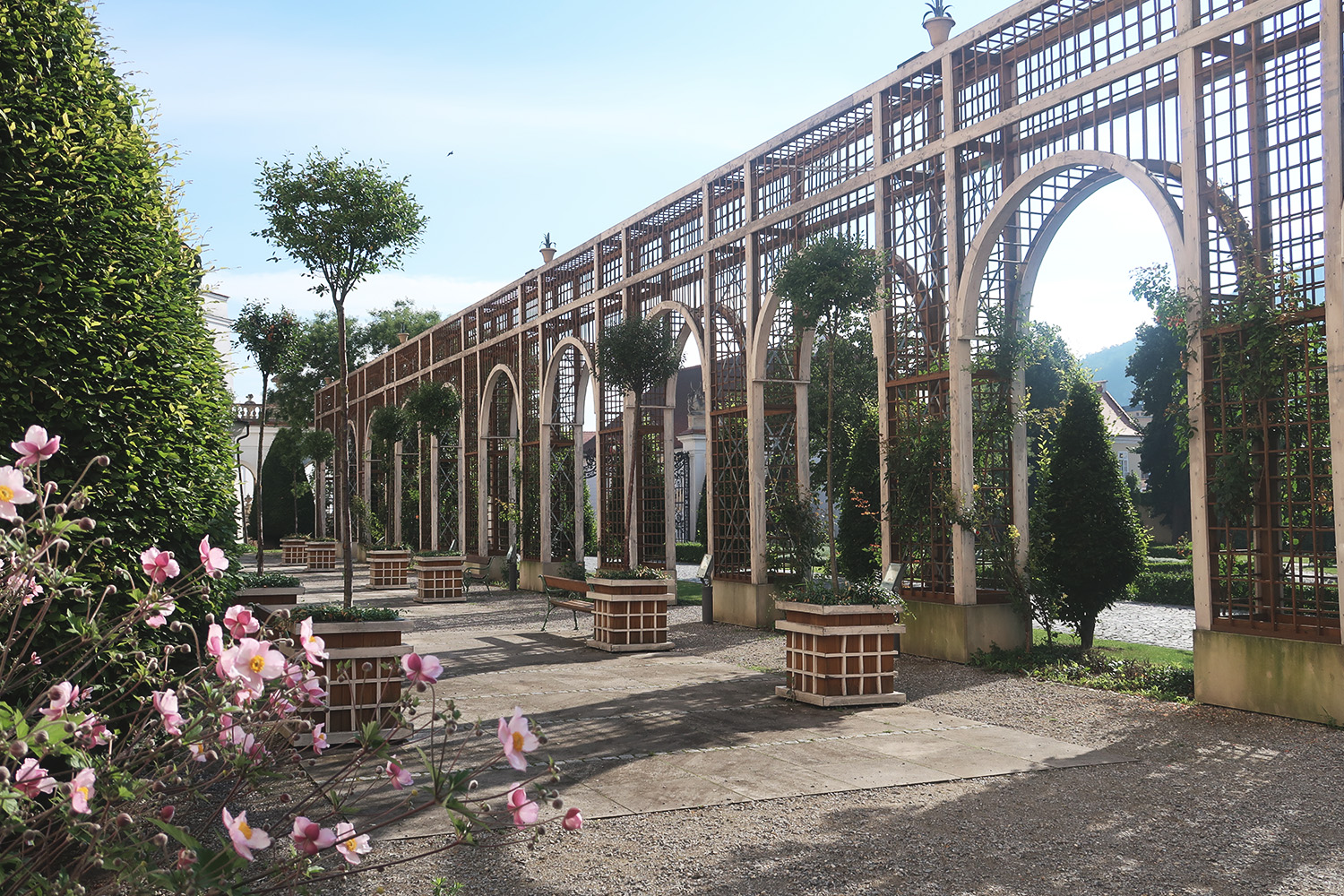
Zámecká zahrada v Mikulově

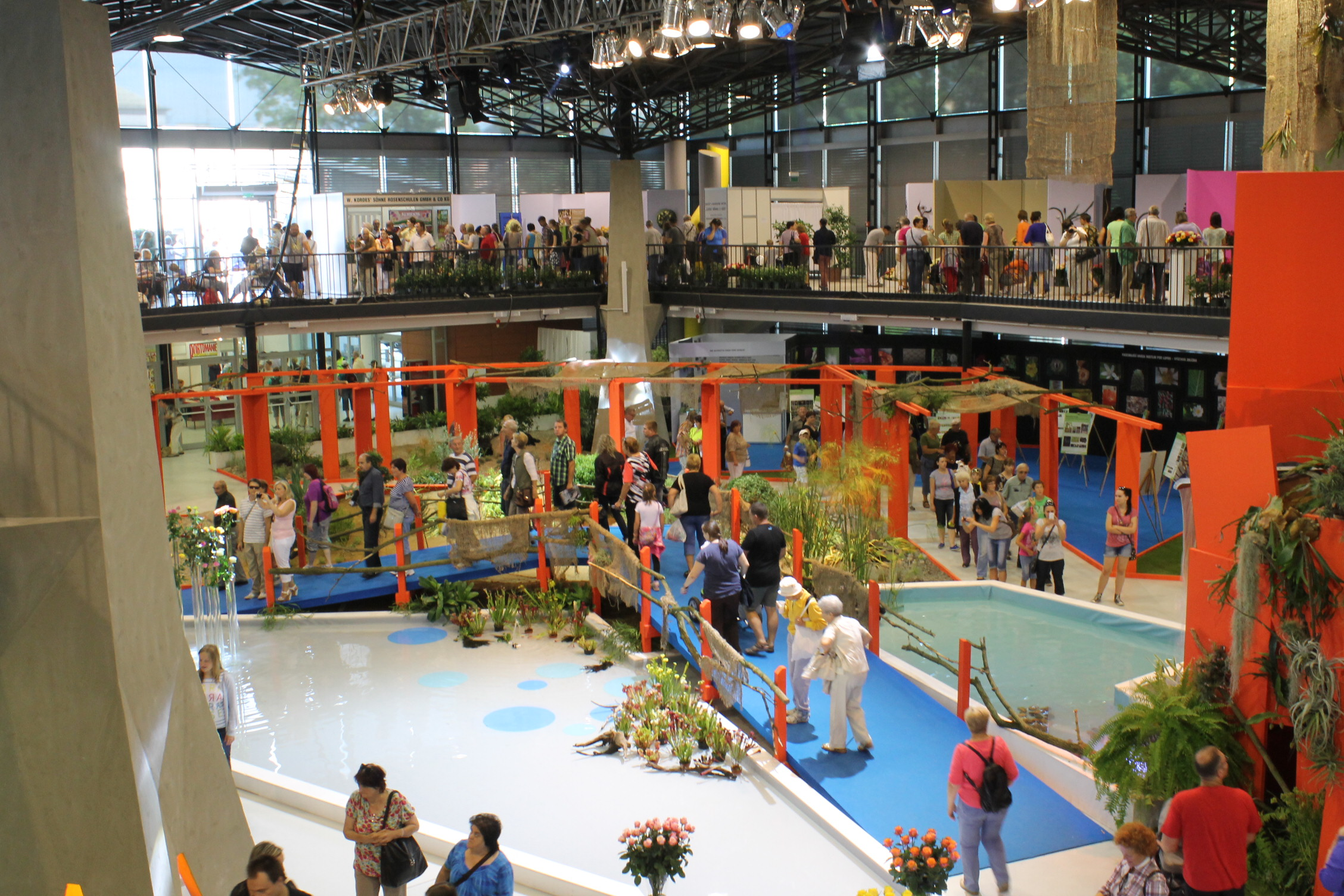
Celkový pohled do hlavního pavilonu výstavy Flora Olomouc, na jehož úpravě se podílí i I. Otruba

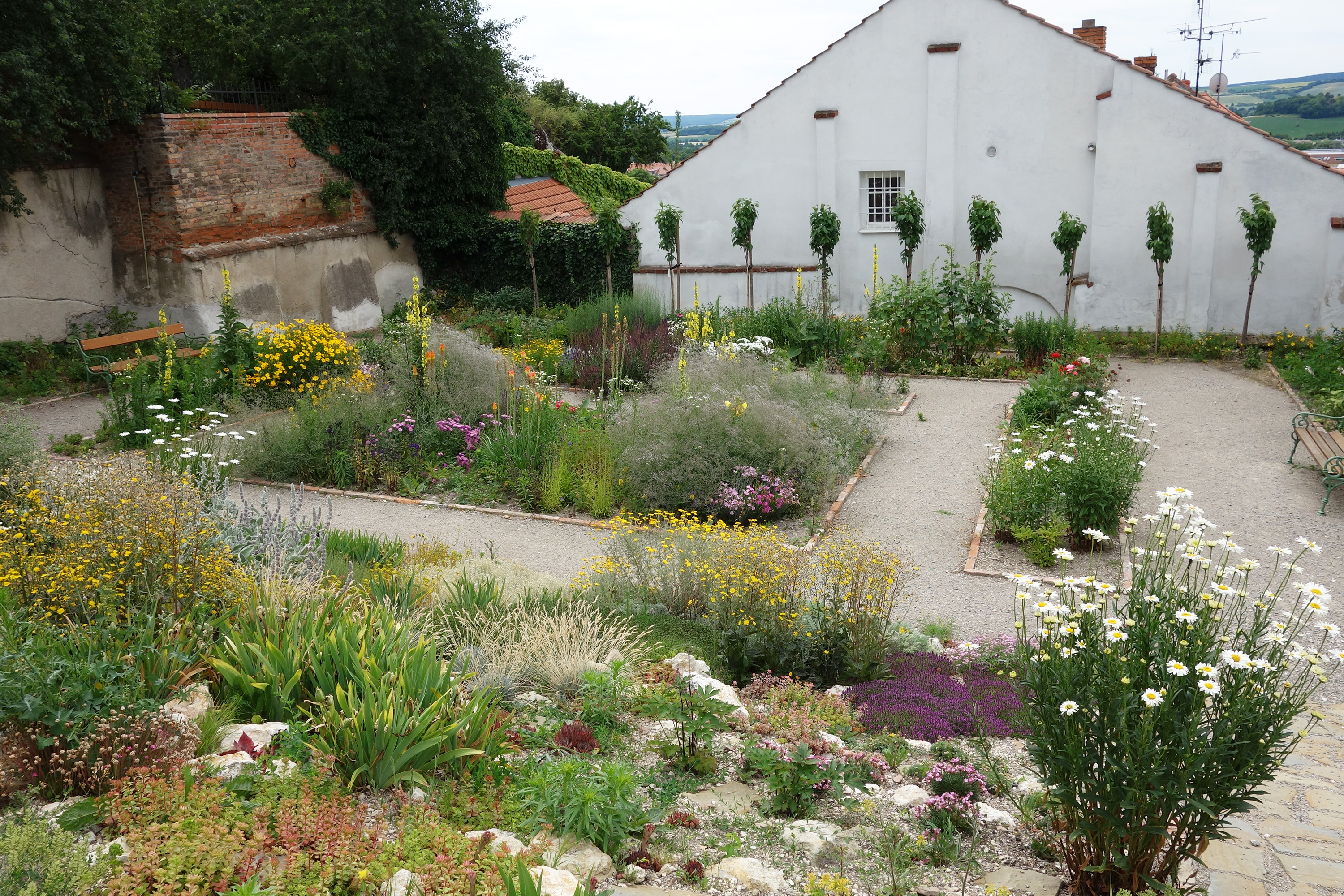
Zámecká zahrada v Mikulově

### Publikační činnost (výběr)
- Skalničky (Academia, 1982 – spoluautor)
- Zahradně architektonická tvorba: část Zahradnické výstavnictví (MZLU, 2000)
- Zahradně architektonická tvorba: Význačné zahradní a parkové celky (2002)
- Zahradní architektura – tvorba zahrad a parků (ERA, 2002)
- Zahradní architektura pro střední a vysoké školy (ERA, 2002)
- Krásy italských zahrad (ERA, 2003)
- Krásy anglických zahrad (ERA, 2005)
- 101 našich nejkrásnějších zahrad a parků (Beta-Dobrovský, 2007)[12]
- Krásy francouzských zahrad (Masarykova univerzita, 2011)
- Hledání rajských zahrad: Od Elbrusu po sloupy Héraklovy (Masarykova univerzita, 2016)[13]

## Významná ocenění
- Lennéova cena (1969, SRN)
- Cena města Brna za architekturu a urbanismus (1999, ČR)
- Pocta České komory architektů za rok 2018 (2019, ČR)[14]
- Čestné občanství města Kyjov - za významnou tvorbu v oblasti krajinářské architektury a urbanismu (in memoriam, 2022)[15]
- ECLAS Lifetime Achievement Award (in memoriam, 2023)[2]